# 高山村立高山中学校 (長野県)
高山村立高山中学校（たかやまそんりつ たかやまちゅうがっこう）は、長野県高山村大字高井にある公立中学校。

## 特色
2011年度4月現在、普通学級が7、特別支援学級が2、生徒数243人の小規模校であるが、中学校としては県内最大級の体育館、音楽室、コンピュータ室2室を備える。

## 教育目標
- 自ら学び 高みゆく

## 教育活動
「故郷高山」をテーマにした総合的な学習、「友達憲章」を中心にすえた人権教育、村の理事者全員を招いて行う「中学生議会」など独自の教育活動を展開している。

## 沿革
- 1958年（昭和33年）5月1日 - 高井中学校と山田中学校を統合し高山中学校と改称。新校舎落成まで高井・山田の部校制を敷く。
- 1959年（昭和34年）
  - 11月15日 - 普通・特別校舎、管理棟、給食室竣工。
  - 11月17日 - 入校式を行い統合中学校発足。
- 1987年（昭和62年）1月15日 - 新校舎・普通教室棟竣工。
- 1998年（平成10年）11月7日 - 創立40周年記念祝賀式典挙行、音楽室竣工。
- 2007年（平成19年）
  - 4月 - 制服改定[3]。
  - 8月22～23日 - 女子バレー部、全国大会でベスト4入賞（3位）。

## 生徒会
生徒会には、以下の常任委員会が置かれている。
- 生活
- 美化
- 厚生
- 放送
- 文化
- 図書
- 体育応援
- 福祉緑化
- 代議
- 紅葉祭実行委員

## 部活動

### 運動部
- サッカー部
- 女子バレーボール部
- バスケットボール部
- 卓球部
- リトルシニア野球部（社会体育）
- スキー部（社会体育）
- バドミントン部（社会体育）

### 文化部
- 吹奏楽部
- 美術部